# Giuseppe Vannucci
Giuseppe Vannucci (Subbiano, 11 giugno 1917 – Tollegno, 2 novembre 1975) è stato un calciatore italiano, di ruolo centrocampista.

## Carriera
Mediano, in gioventù ha militato nella Biellese e nella Cossatese. Ha disputato due campionati di Serie A con la maglia del Milan, debuttando il 6 ottobre 1940 nella vittoria  contro il Napoli per 4-0. Nella stagione di guerra 1944 ha disputato con il Lecco il Torneo Benefico Lombardo.

## Palmarès

### Club

#### Competizioni nazionali
- Serie C: 2

Biellese: 1942-1943, 1947-1948